# Association des écrivains de langue française
Die Association des écrivains de langue française (ADELF) (Vereinigung französischsprachiger Schriftsteller), wurde am 3. Februar 1926 gegründet um französischsprachige Literatur durch Veranstaltungen und Auszeichnungen zu fördern.
Der Verein vereint ungefähr 1000 frankophone Schriftsteller jeder Herkunft. Ihr Ziel ist es, neue Talente zu entdecken und bedeutende Schriftsteller zu ehren, die durch die Qualität ihres Schreibens und die Stärke ihres Engagements die Werte der Frankophonie in der ganzen Welt verbreiten.
Sie verleiht jedes Jahr zehn Literaturpreise, die anlässlich des jährlichen Salon du livre in Paris verliehen werden.
- Prix littéraire des Caraïbes Karibischer Literaturpreis
- Grand Prix littéraire de l’Afrique noire
- Prix de lʼAfrique méditerranéenne/Maghreb
- Prix des Alpes et du Jura
- Prix littéraire de l'Asie
- Grand prix littéraire des écrivains belges francophones Großer Literaturpreis der belgisch-französischsprachigen Schriftsteller
- Prix littéraire européen
- Prix France-Liban
- Grand prix de la mer Grand Prix des Meeres
- Grand prix littéraire des océans Indien et Pacifique
- Prix de la première œuvre littéraire francophone Preis für das Erstlingswerk in französischer Sprache
- Prix des Mascareignes 1965–1998 verliehen, Vorgänger des Prix littéraire des Caraïbes

- Prix littéraire France-Québec, dieser Preis wird von der Association France-Québec vergeben, die ADELF nominiert die Fachjury

## Weblink
- http://adelf.info/ Association des Ecrivains de Langue Française

## Nachweise
1. ↑  Association des Ecrivains de Langue Française. Abgerufen am 6. Februar 2020.